# Dragutin Mate
Dragutin Mate (ur. 2 maja 1963 w Čakovcu) – słoweński polityk i urzędnik państwowy, w latach 2004–2008 minister spraw wewnętrznych.

## Życiorys
Młodość spędził w Mariborze. Ukończył studia z zakresu obronności na Wydziale Socjologii, Politologii i Dziennikarstwa Uniwersytetu Lublańskiego.
W 1989 został zatrudniony jako nauczyciel w szkole średniej w Lublanie. Rok później podjął pracę jako urzędnik w Ministerstwie Obrony, początkowo w sektorze obrony cywilnej, następnie w kontrwywiadzie. Od 1992 był doradcą w biurze ministra obrony odpowiedzialnym za współpracę międzynarodową. W 1994 został włączony do służby dyplomatycznej, od 1996 do 2000 był attaché wojskowy w Bośni i Hercegowinie. W kolejnych latach pracował na kierowniczych stanowiskach w Ministerstwie Administracji i Ministerstwie Obrony.
Od 2004 do 2008 był ministrem spraw wewnętrznych w rządzie Janeza Janšy. W wyborach parlamentarnych w 2011 z ramienia Słoweńskiej Partii Demokratycznej uzyskał mandat posła do Zgromadzenia Państwowego, który sprawował do 2014.